# Otar Chiladze
Otar Chiladze (20 de março de 1933 - 1 de outubro de 2009) foi um escritor georgiano que desempenhou um papel proeminente na ressurreição da prosa da Geórgia na era pós-Stalin.